# Новоабрамкино
Новоабра́мкино (рос. Новоабрамкино) — присілок у складі Колпашевського району Томської області, Росія. Входить до складу Чажемтовського сільського поселення.

## Населення
Населення — 6 осіб (2010; 17 у 2002).
Національний склад (станом на 2002 рік):
- росіяни — 88 %